# NDUFAF5
NDUFAF5 (англ. NADH:ubiquinone oxidoreductase complex assembly factor 5) – білок, який кодується однойменним геном, розташованим у людей на короткому плечі 20-ї хромосоми. Довжина поліпептидного ланцюга білка становить 345 амінокислот, а молекулярна маса — 38 918.
| 10         |  | 20         |  | 30         |  | 40         |  | 50         |
| ---------- |  | ---------- |  | ---------- |  | ---------- |  | ---------- |
| MLRPAGLWRL |  | CRRPWAARVP |  | AENLGRREVT |  | SGVSPRGSTS |  | PRTLNIFDRD |
| LKRKQKNWAA |  | RQPEPTKFDY |  | LKEEVGSRIA |  | DRVYDIPRNF |  | PLALDLGCGR |
| GYIAQYLNKE |  | TIGKFFQADI |  | AENALKNSSE |  | TEIPTVSVLA |  | DEEFLPFKEN |
| TFDLVVSSLS |  | LHWVNDLPRA |  | LEQIHYILKP |  | DGVFIGAMFG |  | GDTLYELRCS |
| LQLAETEREG |  | GFSPHISPFT |  | AVNDLGHLLG |  | RAGFNTLTVD |  | TDEIQVNYPG |
| MFELMEDLQG |  | MGESNCAWNR |  | KALLHRDTML |  | AAAAVYREMY |  | RNEDGSVPAT |
| YQIYYMIGWK |  | YHESQARPAE |  | RGSATVSFGE |  | LGKINNLMPP |  | GKKSQ      |

A: Аланін

C: Цистеїн

D: Аспарагінова кислота

E: Глутамінова кислота

F: Фенілаланін

G: Гліцин

H: Гістидин

I: Ізолейцин

K: Лізин

L: Лейцин

M: Метіонін

N: Аспарагін

P: Пролін

Q: Глутамін

R: Аргінін

S: Серин

T: Треонін

V: Валін

W: Триптофан

Кодований геном білок за функціями належить до оксидоредуктаз, трансфераз, метилтрансфераз. 
Задіяний у такому біологічному процесі, як альтернативний сплайсинг. 
Локалізований у мембрані, мітохондрії, внутрішній мембрані мітохондрії.